# كاثي ريد
كاثي ريد (بالإنجليزية: Cathy Reed)‏ هي راقصة على الجليد أمريكية، ولدت في 5 يونيو 1987 في كالامازو في الولايات المتحدة.

## وصلات خارجية
- الموقع الرسمي
- كاثي ريد على موقع الاتحاد الدولي للتزلج (الإنجليزية)
- كاثي ريد على موقع اللجنة الأولمبية الدولية (الإنجليزية)
- كاثي ريد على موقع أوليمبيديا (الإنجليزية)